# Какосян, Эдуард Ваанович
Эдуа́рд Ваа́нович Какося́н (арм. Էդուարդ Վահանի Կակոսյան; 4 июня 1986, Ереван, Армянская ССР, СССР) — армянский футболист, полузащитник. Выступал за сборную Армении.

## Клубная карьера
Какосян начал выступать в 2004 году в Первой лиге за «Спартак-2». Со следующего сезона стал попадать под наблюдения тренеров «Бананца», за который выступает с 2005 года. В 2006 году стал обладателем серебряных медалей первенства. Спустя сезон вновь довольствовался серебром, однако ещё весной вместе с командой завоевал Кубок Армении. В последующих сезонах Какосян с «Бананцем» становился финалистом (2008, 2009, 2010). С середины июня 2010 года изъявил желание покинуть клуб. В этом желании руководство клуба перечить не стало и начало подыскивать клуб, для дальнейшей карьеры Какосяна. Был вариант перехода в солигорский «Шахтёр», но вскоре выяснилось, что Какосян не ездил на просмотр в Солигорск. В разгар чемпионата руководство «Бананца» отказалось от услуг Какосян, и в оставшихся матчах участия не принимал. В конце года Какосян заключил контракт с дилижанским «Импульсом».

## Карьера в сборной
12 августа 2009 года дебютировал за национальную сборную Армении в игре против Сборной Молдавии. Матч состоялся в Ереване на Республиканском стадионе. Какосян вышел на поле в самом конце матча, заменив на 90-й минуте автора единственного забитого гола в составе армянской сборной — Арарата Аракеляна. Матч закончился со счётом 1:4. Следующую игру со сборной Боснии и Герцеговины Какосян пропускал. А в игре против бельгийской сборной, состоявшейся 9 сентября на Республиканском стадионе, вновь вышел на последней минуте заменив Артура Едигаряна. Спустя игру, со Сборной Испании, выходит 14 октября против турецкой сборной состоявшейся в Бурсе. Какосян на 77-й минуте заменяет, имеющего предупреждение, Армана Карамяна.

## Интересные факты
За выражение ненормативной лексикой получил пощёчину от президента Федерации футбола Армении — Рубена Айрапетяна.

## Достижения
«Бананц»
- Серебряный призёр чемпионата Армении: 2006, 2007, 2010
- Обладатель Кубка Армении: 2007
- Финалист Кубка Армении: 2008, 2009, 2010
- Обладатель Суперкубка Армении: 2005

«Импульс»
- Финалист Кубка Армении: 2011/12

## Статистика выступлений
Данные на 14 ноября 2012
| Клуб             | Сезон            | Чемпионат | Чемпионат | Кубки | Кубки | Еврокубки | Еврокубки | Всего | Всего |
| Клуб             | Сезон            | Матчи     | Голы      | Матчи | Голы  | Матчи     | Голы      | Матчи | Голы  |
| ---------------- | ---------------- | --------- | --------- | ----- | ----- | --------- | --------- | ----- | ----- |
| Бананц           | 2004             | 9         | 0         | 5     | 0     | 0         | 0         | 14    | 0     |
| Бананц           | 2005             | 5         | 0         | ?     | ?     | ?         | ?         | 5     | 0     |
| Бананц           | 2006             | 10        | 1         | ?     | ?     | ?         | ?         | 10    | 1     |
| Бананц           | 2007             | 10        | 0         | 3     | 1     | 2         | 1         | 15    | 2     |
| Бананц           | 2008             | 17        | 0         | 1     | 0     | 2         | 0         | 20    | 0     |
| Бананц           | 2009             | 23        | 1         | 5     | 2     | 1         | 0         | 29    | 3     |
| Бананц           | 2010             | 8         | 0         | 5     | 0     | 0         | 0         | 13    | 0     |
| Всего            | Всего            | 82        | 2         | 19    | 3     | 5         | 1         | 106   | 6     |
| Импульс          | 2011             | 25        | 0         | 7     | 1     | 0         | 0         | 32    | 1     |
| Импульс          | 2012/13          | 16        | 0         | 0     | 0     | 0         | 0         | 16    | 0     |
| Всего            | Всего            | 41        | 0         | 7     | 1     | 0         | 0         | 48    | 1     |
| Всего за карьеру | Всего за карьеру | 123       | 2         | 26    | 4     | 5         | 1         | 154   | 7     |

| № | Дата            | Оппонент | Счёт | Голы Какосяна | Соревнование            |
| 1 | 14 августа 2009 | Молдавия | 1:4  | —             | Товарищеский матч       |
| 2 | 9 сентября 2009 | Бельгия  | 2:1  | —             | Отборочный матч ЧМ-2010 |
| 3 | 14 октября 2009 | Турция   | 0:2  | —             | Отборочный матч ЧМ-2010 |

Итого: 3 матча / 0 голов; 1 победа, 0 ничьих, 2 поражения.
(откорректировано по состоянию на 14 ноября 2012 года)